# Wolfgang Mierswa
Wolfgang Mierswa (* 1. November 1947) ist ein ehemaliger deutscher Pädagoge, Fußballschiedsrichter und Schiedsrichterfunktionär. Er pfiff sechs Saisons lang in der Bundesliga und bekleidete für 14 Jahre das Amt als Obmann des Schiedsrichterausschusses des Niedersächsischen Fußballverbandes. 

## Leben

### Tätigkeit als aktiver Schiedsrichter
Laut eigener Aussage hatte er „schon immer“ Interesse an Fußball und spielte auch gern selbst. In seinem Heimatverein SV Hertha Otze von 1910 im niedersächsischen Burgdorf begann er als Jugendlicher als Linienrichter zu arbeiten und fuhr in dieser Funktion auch zu Auswärtsspielen mit. Ab etwa 1964 habe er dann auch selbst Spiele gepfiffen und dabei anfangs „alles geleitet, was mir vor die Pfeife kam“, darunter auch zahlreiche Betriebssportveranstaltungen. Erst später habe er den Ehrgeiz entwickelt, sich in dieser Tätigkeit weiter zu professionalisieren.
Sein Debüt als Hauptschiedsrichter in der 2. Bundesliga hatte Mierswa am 14. August 1982, als er am zweiten Spieltag der damaligen Saison das 0:0-Unentschieden zwischen dem KSV Hessen Kassel und dem SC Freiburg leitete. Fast genau vier Jahre später, am 15. August 1986, pfiff er seine erste Partie in der Bundesliga – es war erneut ein 0:0 am zweiten Spieltag, diesmal zwischen dem 1. FC Köln und Eintracht Frankfurt. 
Am 28. Juni 1987 war er Schiedsrichter im Finale der Deutschen Frauen-Meisterschaft (der TSV Siegen besiegte den FSV Frankfurt mit 2:1) und am 30. Juni 1991 leitete er das Finale der Deutschen A-Junioren-Meisterschaft, in dem der VfB Stuttgart mit 4:1 gegen den 1. FC Kaiserslautern gewann. Im Laufe der Jahre stand Mierswa einige Male im besonderen, eher ungewollten Fokus der öffentlichen Aufmerksamkeit:
- 28. Mai 1988: Im Finale des DFB-Pokals zwischen Eintracht Frankfurt und dem  VfL Bochum assistierte er als Linienrichter dem Schiedsrichter Wilfried Heitmann. In der 19. Minute erkannte Mierswa beim 1:0-Führungtreffer des Bochumers Uwe Leifeld eine Abseitsstellung, woraufhin das Tor nicht gegeben wurde. Letztlich gewann Eintracht Frankfurt als favorisierte Mannschaft das Spiel. Mierswas Abseitsentscheidung galt als äußerst umstritten und viele Bochumer Spieler und Fans fühlten sich um einen möglichen Triumph betrogen.[2][3]
- 20. September 1989: Mierswa leitete die Bundesligapartie zwischen dem Hamburger SV und dem SV Werder Bremen, in der sich der HSV-Abwehrspieler Ditmar Jakobs unglücklich mit dem Rücken an einem defekten Karabinerhaken der Toraufhängung verfing. Im Zuge der Rettungsaktion unterbrach Mierswa das Spiel für über 25 Minuten, doch für Jakobs bedeutete der Unfall sein Karriereende.[4]
- 22. September 1990: Beim 2:2-Unentschieden in der Bundesliga zwischen dem FC Bayern München und dem VfL Bochum sorgte Mierswa abermals für Verstimmung bei den Bochumern. Einen von Klaus Augenthaler getretenen Freistoß gab er mittels Pfiff – eigentlich regelwidrig – bereits als Tor für die Bayern, als der Ball gerade einmal in Höhe des Elfmeterpunktes war. Tatsächlich konnte der Bochumer Torwart Andreas Wessels den Schuss nicht halten; ob er vom vorzeitigen Pfiff irritiert war, ließ sich nicht rekonstruieren. Mierswa selbst kommentierte die Szene nach Spielschluss lakonisch: „[Das] war natürlich ein schöner Schuss. Ein guter Schiedsrichter sieht Situationen voraus.“[5][6]

Zum Ende der Saison 1991 / 1992 beendete er seine aktive Karriere als Schiedsrichter im Alter von 44 Jahren. Er hatte insgesamt 62 Spiele in der 2. Bundesliga, 50 in der Bundesliga und neun im DFB-Pokal geleitet.

### Privatleben, berufliche Karriere und Funktionärstätigkeit
Hauptberuflich war Mierswa Rektor der Hauptschule Burgwedel in Niedersachsen. Er lebt in Hänigsen, einer Ortschaft der Gemeinde Uetze östlich von Hannover. 
Bereits ab 1969 arbeitete er ehrenamtlich als Schulfußballreferent im Altkreis Burgdorf des Niedersächsischen Fußballverbandes (NFV). Zwischen 1972 und 1976 war er zunächst dort und anschließend bis 1981 im NFV-Kreis Hannover-Land als Schiedsrichterlehrwart tätig. Dem Bezirksschiedsrichterausschuss Hannover gehörte er von 1986 bis 1996 an und schließlich amtierte er als Nachfolger des verstorbenen Hans-Jürgen Kasper zwischen 2000 und 2014 als Obmann des NFV-Schiedsrichterausschusses.
Auf nationaler Ebene war Mierswa ab 1996 Mitglied im Schiedsrichterlehrstab des Deutschen Fußball-Bundes (DFB). Aus diesem Amt heraus wurde er Vorsitzender der Arbeitsgruppe „Schiedsrichter-Gewinnung und -Erhaltung“ und entwickelte 2011 zusammen mit Lutz Wagner unter der Ägide der DFB-Schiedsrichter-Kommission die Aktion „Danke, Schiri“. Sie soll durch unterschiedliche Maßnahmen bundesweit die Wertschätzung gegenüber den Schiedsrichtern an der Basis zum Ausdruck bringen. Im Jahr 2013 rückte Mierswa in den DFB-Schiedsrichterausschuss auf und noch bis 2016 betätigte er sich als Schiedsrichterbeobachter in der Bundesliga sowie in der Regionalliga.
Darüber hinaus zeichnete er im Juni 2015 bei der in Hannover ausgetragenen Europameisterschaft der Gehörlosen für die Schiedsrichteransetzungen verantwortlich.

## Auszeichnungen
- 2017: Ehrenmitgliedschaft im  Niedersächsischen Fußballverband[7]